# Billentyűkombinációk táblázata
A billentyűkombinációk táblázata felsorolja a modern számítógépes (munkaasztaloknál: a Microsoft Windows, Mac OS, KDE és a GNOME grafikus felhasználói felületek) a billentyűzeten használt leütés kombinációk segítségével elérhető utasításokat.
Egy részük a munkaasztalra magára vonatkozik, más részük a böngészőkben vagy a szövegszerkesztőkben használatos.
A gyakran használatos, elterjedt angol kifejezéseket zárójelben adjuk meg a magyar kifejezések mellett.

## A legtöbb alkalmazásnál előforduló közös rövidítések
| Művelet                                                                        | Microsoft Windows       | Mac OS             | KDE            | GNOME          |
| ------------------------------------------------------------------------------ | ----------------------- | ------------------ | -------------- | -------------- |
| Fájl menü (File)                                                               | Alt+F                   |                    | Alt+F          | Alt+F          |
| Szerkesztés menü (Edit)                                                        | Alt+E                   |                    | Alt+E          | Alt+E          |
| Nézet menü (View)                                                              | Alt+V                   |                    | Alt+V          | Alt+V          |
| A legutóbbi művelet visszavonása (Undo)                                        | Ctrl+Z                  | ⌘ Cmd+Z            | Ctrl+Z         | Ctrl+Z         |
| A legutóbbi művelet megismétlése (Redo)                                        | Ctrl+Y                  | ⌘ Cmd+⇧ Shift+Z    | ⇧ Shift+Ctrl+Z | ⇧ Shift+Ctrl+Z |
| A kijelölt terület áthelyezése a vágólapra (Cut)                               | Ctrl+X, ⇧ Shift+Del     | ⌘ Cmd+X            | Ctrl+X         | Ctrl+X         |
| A kijelölt terület átmásolása a vágólapra (Copy)                               | Ctrl+C vagy Ctrl+Ins    | ⌘ Cmd+C            | Ctrl+C         | Ctrl+C         |
| A vágólap (clipboard) tartalmának beszúrása oda, ahol a kurzor van (Paste)     | Ctrl+V vagy ⇧ Shift+Ins | ⌘ Cmd+V            | Ctrl+V         | Ctrl+V         |
| A teljes fókuszban lévő terület vagy ablak tartalmának kijelölése (Select All) | Ctrl+A                  | ⌘ Cmd+A            | Ctrl+A         | Ctrl+A         |
| A kijelölt terület törlése (Delete)                                            | Del                     | Backspace (Delete) | Del            | Del            |
| Súgó megjelenítése (Help)                                                      | F1                      | F1, ⌘ Cmd+?        | F1             | F1             |

## Fájlok
| Művelet                       | Microsoft Windows           | Mac OS                                           | KDE    | GNOME  |
| ----------------------------- | --------------------------- | ------------------------------------------------ | ------ | ------ |
| Új dokumentum (New)           | Ctrl+N                      | ⌘ Cmd+N                                          | Ctrl+N | Ctrl+N |
| Dokumentum megnyitása (Open)  | Ctrl+O                      | ⌘ Cmd+O                                          | Ctrl+O | Ctrl+O |
| Dokumentum mentése (Save)     | Ctrl+S                      | ⌘ Cmd+S                                          | Ctrl+S | Ctrl+S |
| Dokumentum nyomtatása (Print) | Ctrl+P                      | ⌘ Cmd+P                                          | Ctrl+P | Ctrl+P |
| Dokumentum bezárása (Close)   | változó                     | ⌘ Cmd+W                                          | Ctrl+W | Ctrl+W |
| Nagyítás (Zoom in)            | Ctrl+Egér fölfelé görgetése | ⌘ Cmd+⇧ Shift+Billentyű (⌘ Cmd+),⌘ Cmd+Billentyű | Ctrl+  | Ctrl+  |
| Kicsinyítés (Zoom out)        | Ctrl+Egér lefelé görgetése  | ⌘ Cmd+-                                          | Ctrl+- | Ctrl+- |
| Frissítés (Reload/Refresh)    | F5, Ctrl+R                  | ⌘ Cmd+R                                          | F5     | Ctrl+R |

## Szövegszerkesztés
Az alábbi műveletek a kurzor aktuális pozíciójához viszonyítottan értendőek, illetve ugrás műveleteknél a kurzort mozgatják.
| Művelet                          | Microsoft Windows | Mac OS          | KDE            | GNOME          |
| -------------------------------- | ----------------- | --------------- | -------------- | -------------- |
| Előző szóra ugrás                | Ctrl+←            | ⌥ Opt+←         | Ctrl+←         | Ctrl+←         |
| Következő szóra ugrás            | Ctrl+→            | ⌥ Opt+→         | Ctrl+→         | Ctrl+→         |
| Előző bekezdés elejére ugrás     | Ctrl+↑            | ⌥ Opt+↑         | Ctrl+↑         | Ctrl+↑         |
| Következő bekezdés elejére ugrás | Ctrl+↓            | ⌥ Opt+↓         | Ctrl+↓         | Ctrl+↓         |
| Következő szó kijelölése         | ⇧ Shift+Ctrl+→    | ⇧ Shift+⌥ Opt+→ | ⇧ Shift+Ctrl+→ | ⇧ Shift+Ctrl+→ |
| Előző szó kijelölése             | ⇧ Shift+Ctrl+←    | ⇧ Shift+⌥ Opt+← | ⇧ Shift+Ctrl+← | ⇧ Shift+Ctrl+← |

## Böngészők
| Művelet                                                                 | Microsoft Windows | Mac OS             | KDE    | GNOME            |
| ----------------------------------------------------------------------- | ----------------- | ------------------ | ------ | ---------------- |
| Könyvjelzők (Kedvencek) menü (Bookmarks)                                | Alt+B             | Cmd+Opt+B          | Alt+B  | Alt+B            |
| Az aktuális lap hozzáadása a könyvjelzőkhöz/kedvencekhez (Add bookmark) | Ctrl+D            | Cmd+D              | Ctrl+B | Ctrl+D           |
| Könyvjelzők/Kedvencek rendezése (Manage bookmarks)                      | Ctrl+B            | Cmd+Opt+B (Safari) |        | Ctrl+B           |
| Oldal frissítése (gyorsítótárból) (Refresh/Reload)                      | F5                | Cmd+R              |        | Ctrl+R           |
| Oldal frissítése a gyorsítótár ürítésével                               | Ctrl+F5           |                    |        | Ctrl+Shift+Cmd+R |

## Menü
| Művelet                               | Microsoft Windows    | Mac OS           | KDE       | GNOME    |
| ------------------------------------- | -------------------- | ---------------- | --------- | -------- |
| Böngészőre ugrás                      |                      | Cmd+L            |           |          |
| Ugrás az előzőleg meglátogatott lapra | Alt+← vagy Backspace | Cmd+[ vagy Cmd+← | Alt+←     | Alt+←    |
| Ugrás a következő lapra               | Alt+→                | Cmd+] vagy Cmd+→ | Alt+→     | Alt+→    |
| Egy szinttel feljebb lépés            | Backspace            | Alt+↑            | Alt+↑     | Alt+↑    |
| Kezdőlapra ugrás                      |                      | Cmd+Home         | Ctrl+Home | Alt+Home |

## Szövegszerkesztés
Az alábbi műveletek az aktuálisan kijelölt szövegre értendőek.
| Művelet                                                | Microsoft Windows | Mac OS | KDE    | GNOME  |
| ------------------------------------------------------ | ----------------- | ------ | ------ | ------ |
| Félkövér (Bold)                                        | Ctrl+B            | Cmd+B  | Ctrl+B | Ctrl+B |
| Aláhúzás (Underline)                                   | Ctrl+U            | Cmd+U  | Ctrl+U | Ctrl+U |
| Dőlt (Italic)                                          | Ctrl+I            | Cmd+I  | Ctrl+I | Ctrl+I |
| Váltás kisbetű és nagybetű között / Keresés az oldalon | Shift+F3          |        |        |        |

## Ablakkezelés
| Művelet                                                                                                   | Microsoft Windows                            | Mac OS                       | KDE                       | GNOME                            |
| --- | -------------------------------------------- | ---------------------------- | ------------------------- | -------------------------------- |
| Váltás az aktív ablakok között (Váltás megnyitott APP-ok között. APP-on belüli aktív ablakokat nem vált!) | Alt+Tab, Shift+Alt+Tab(fordított sorrendben) | Cmd+Tab,Shift+Cmd+Tab        | Alt+Tab, Shift+Alt+Tab    | Alt+Tab, Shift+Alt+Tab           |
| Egér jobbgomb helyettesítés                                                                               | Alt Gr mellett jobbra a menügomb             |                              |                           |                                  |
| Váltás az aktív ablakok között (előugró ablak nélkül)                                                     | Alt+Esc, Alt+Shift+Esc                       | Ctrl+F4                      |                           | Alt+Esc, Alt+Shift+Esc           |
| Előző/következő elem                                                                                      |                                              |                              |                           | Ctrl+Alt+Tab, Shift+Ctrl+Alt+Tab |
| Előző/következő elem                                                                                      |                                              |                              |                           | Alt+Esc, Alt+Shift+Esc           |
| Helyi (popup/context) menü                                                                                | Alt+Space                                    |                              | Alt+F3                    | Alt+Space                        |
| Aktív ablak bezárása                                                                                      | Alt+F4, Ctrl+F4, Alt+Space+C                 | Cmd+W                        | Alt+F4                    | Alt+F4                           |
| Előző ablakméret visszaállítása                                                                           |                                              |                              |                           | Alt+F4                           |
| Aktív ablak mozgatása                                                                                     | Alt+Space+M+Nyilak                           |                              |                           | Alt+F7                           |
| Aktív ablak méretének visszaállítása                                                                      | Alt+Space+S+Nyilak                           |                              |                           | Alt+F8                           |
| Aktív ablak méretének minimalizálása                                                                      | Alt+Space+N                                  | Cmd+M                        | Win+-                     | Alt+F9                           |
| Aktív ablak méretének maximalizálása                                                                      | Alt+Space+X                                  |                              | Win+                      | Alt+F10                          |
| Ablakméret vízszintes maximalizálása                                                                      |                                              |                              | Win+Billentyű             |                                  |
| Ablakméret függőleges maximalizálása                                                                      |                                              |                              | Win+Space                 |                                  |
| Minden ablak lekicsinyítése                                                                               | Win+M                                        | Cmd+Alt+M                    | Ctrl+Alt+D                | Ctrl+Alt+D                       |
| Minden ablak lekicsinyítésének visszavonása                                                               | Win+Shift+M                                  |                              | Ctrl+Alt+D                | Ctrl+Alt+D                       |
| Teljes képernyő (Switch fullscreen/normal size)                                                           | F11                                          |                              | F11                       | F11                              |
| Ablak teljes képernyős méretűvé alakítása                                                                 |                                              | Alkalmazásfüggő              | Ctrl+Shift+F              | Ctrl+F11                         |
| Görgetés fel-le                                                                                           |                                              | Cmd+M                        | Win+_                     | Alt+F12                          |
| Ablak mozgatása balra/jobbra/fel/le                                                                       |                                              |                              |                           | Shift+Alt+Left/Right/Up/Down     |
| Ablak átmozgatása az X. asztalra                                                                          |                                              |                              | Win+Alt+FX                |                                  |
| Váltás a következő/előző asztalra                                                                         |                                              | Fn+Right / Fn+Left (Leopard) | Win+Tab / Win+Shift+Tab   | Ctrl+Alt+Left/Right/Up/Down      |
| Váltás az előző/következő asztal listára                                                                  |                                              |                              | Ctrl+Tab / Ctrl+Shift+Tab | Ctrl+Tab / Ctrl+Shift+Tab        |
| Váltás az X. asztalra                                                                                     |                                              |                              | Ctrl+FX / Ctrl+Shift+FX   |                                  |
| Váltás balra/jobbra/fel/le az asztalok között                                                             |                                              |                              |                           | Ctrl+Alt+Left/Right/Up/Down      |
| Asztal megjelenítése/elrejtése                                                                            | Win+D                                        | F11                          | Ctrl+Ald+D                | Ctrl+Ald+D                       |
| Figyelmet igénylő ablak megjelenítése                                                                     |                                              |                              | Ctrl+Alt+A                |                                  |
| Ablak azonnali bezárása                                                                                   | Alt+F4 vagy Ctrl+F4                          | Cmd+Alt+Esc                  | Ctrl+Alt+Esc              | Alt+F4                           |
| Párbeszédablak bezárása                                                                                   | Esc                                          | Esc                          | Esc                       | Esc                              |
| Véletlenül bezárt ablak megnyitása                                                                        | Ctrl+Shift+T                                 |                              |                           |                                  |

## Ablakon belüli és widget navigáció
| Művelet | Microsoft Windows   | Mac OS       | KDE            | GNOME                                        |
| --- | ------------------- | ------------ | -------------- | -------------------------------------------- |
| Billentyűzet fókusz mozgatása a következő/előző vezérlőelemre                                                   | Tab, Shift+Tab      |              | Tab, Shift+Tab | Tab, Shift+Tab                               |
| Tooltip megjelenítése az aktuálisan kijelölt vezérlőelemhez                                                     | Shift+F1            |              |                | Ctrl+F1                                      |
| Helyzetérzékeny súgó megjelenítése a fókuszban lévő ablakhoz vagy vezérlőelemhez                                | Shift+F1            | Cmd+?        | Shift+F1       | Shift+F1                                     |
| Fókusz mozgatása az előző/következő panelre                                                                     | Ctrl+F6 vagy Alt+F6 | Cmd+`        |                | F6, Shift+F6                                 |
| Osztott ablak splitterének fókuszba helyezése                                                                   |                     |              |                | F8                                           |
| Fókusz menüre helyezése                                                                                         | F10                 | Ctrl+F2      | Alt            | F10                                          |
| Helyi (popup/context) menü megjelenítése az aktuálisan kijelölt elemhez                                         | Shift+F10, Menu     |              | Menu           | Shift+F10                                    |
| A kijelölt jelölőnégyzet (checkbox), rádiógomb (radio button) vagy kapcsoló (toggle button) státuszának váltása | Space               | Space        | Space          | Space                                        |
| A kijelölt gomb, menüpont stb. műveletének elindítása                                                           | Enter               | Enter/Return | Enter/Return   | Enter/Return                                 |
| Az első widgetre ugrás                                                                                          |                     |              | Home, End      | Home, End                                    |
| A kiválasztott nézet görgetése egy oldallal fel/le/balra/jobbra                                                 |                     |              |                | PageUp, Ctrl+PageUp, PageDown, Ctrl+PageDown |

### Tab (fül) kezelés
| Művelet             | Microsoft Windows        | Mac OS                                                         | KDE                   | GNOME                |
| ------------------- | ------------------------ | -------------------------------------------------------------- | --------------------- | -------------------- |
| Új fül létrehozása  | Ctrl+T                   | Cmd+T                                                          | Ctrl+Shift+N / Ctrl+T | Ctrl+T               |
| Következő/előző fül | Ctrl+Tab, Ctrl+Shift+Tab | Cmd-{ vagy Cmd+Shift-Left, Cmd-} vagy Cmd+Shift-Right (Safari) | Ctrl+,/Ctrl+.         | Ctrl+PageUp/PageDown |

### Munkaasztal navigáció
| Feladat                                                           | Microsoft Windows               | Mac OS                                                                                      | KDE        | GNOME      |
| ----------------------------------------------------------------- | ------------------------------- | ------------------------------------------------------------------------------------------- | ---------- | ---------- |
| Futtatás...                                                       | Win+R                           |                                                                                             | Alt+F2     | Alt+F2     |
| Új böngészőablak nyitása az aktív ablakkal egyező tartalommal     | Ctrl+N                          | Cmd+N (A Safariban nem alapértelmezett beállítás!)                                          |            |            |
| Start menü / Programok menü                                       | Win, Ctrl+Esc                   | Cmd+Shift+A                                                                                 | Alt+F1     | Alt+F1     |
| Aktuális képernyőkép vágólapra helyezése                          | Ctrl+PrntScrn                   | Cmd+Ctrl+Shift+3 (Cmd+Shift+3, ha az Asztalra szeretnénk egy példányt helyezni)             | Ctrl+Print | Print      |
| Aktuális képernyőkép aktív ablakbeli részének vágólapra helyezése | Alt+PrntScrn                    | Cmd+Ctrl+Shift+4, majd Space (Cmd+Shift+4, ha az Asztalra szeretnénk egy példányt helyezni) | Alt+Print  | Alt+Print  |
| Asztal zárolása                                                   | Win+L                           | Ctrl+Alt+L                                                                                  | Ctrl+Alt+L | Ctrl+Alt+L |
| Asztal megjelenítése                                              | Win+D                           | F11                                                                                         | Ctrl+Alt+D | Ctrl+Alt+D |
| Felhasználóváltás                                                 | Win+L                           | Ctrl+Alt+L                                                                                  | Ctrl+Alt+L | Ctrl+Alt+L |
| Feladatkezelő                                                     | Ctrl+Shift+Esc, Ctrl+Alt+Delete | Cmd+Opt+Esc                                                                                 | Ctrl+Esc   |            |
| Fájlnév szerkeszthetőségének aktiválása                           | F2                              | Enter                                                                                       | F2         | F2         |
| Lefagyás esetén csak a hibát okozó program bezárása               | Ctrl+Shift+Esc (3mp-ig)         |                                                                                             |            |            |

## Parancssori rövidítések
Alább olvashatók a parancssorban (command line) használatos gyakori billentyűkombinációk és parancsok.
| Művelet                                                                          | Windows (Cmd.exe)                          | Unix/Linux/Mac OS X (bash)   |
| -------------------------------------------------------------------------------- | ------------------------------------------ | ---------------------------- |
| A már kiadott parancsok között való váltás                                       | ↑/↓                                        | ↑/↓                          |
| Fájlvége jel                                                                     | Ctrl+Z                                     | Ctrl+D                       |
| Utoljára kiadott parancs futásának leállítása/parancs bevitelének félbeszakítása | Ctrl+C                                     | Ctrl+C                       |
| A balra található szó törlése                                                    |                                            | Ctrl+W                       |
| A sorban balra található rész törlése                                            | Esc                                        | Ctrl+U                       |
| A sorban jobbra található rész törlése                                           | Esc                                        | Ctrl+K                       |
| A sor elejére ugrás                                                              | Home                                       | Ctrl+A                       |
| A sor végére ugrás                                                               | End                                        | Ctrl+E                       |
| Visszafelé való keresés a kiadott parancsok listájában                           | F7                                         | Ctrl+R                       |
| Aktuális munkafolyamat (job) háttérbe küldése                                    |                                            | Ctrl+Z                       |
| Automatikus parancs vagy állománynév (fájlnév) kiegészítés                       | Tab ⇆ (ha engedélyezett, pl TweakUI-val)   | Tab ⇆ (a legtöbbször duplán) |
| Leállítás                                                                        | shutdown -S                                | shutdown                     |
| Újraindítás                                                                      | shutdown -R                                | shutdown -r                  |
| Hibernálás                                                                       | rundll32.exe PowrProf.dll, SetSuspendState |                              |
| Távoli számítógép leállítása                                                     | Shutdown -S -M \\computername              |                              |